# Henri Disy
Henri Disy, född 6 september 1913, död 1989, var en belgisk vattenpolomålvakt.
Disy spelade alla sju matcher som målvakt i Belgiens herrlandslag i vattenpolo i OS-turneringen 1936 där laget tog brons. Ungern tog guld och Tyskland tog silver.